# Якусевич Антон Тимофійович
Якусевич Антон Тимофійович (1888, Костянтинівка, Сантуринівська волость, Бахмутський повіт, Катеринославська губернія, Російська імперія (нині — м. Костянтинівка, Донецька область, Україна) — 14.03.1920, там само) — робітник пляшкового заводу, у 1917 р. — організатор більшовицького осередку у Костянтинівці, у 1920 — директор групи скляних заводів Костянтинівки.

## Біографія
Народився у родині працівників пляшкового заводу. З 1907 року і сам Антон почав трудиться там же.
У 1912 році Антон Пилипович Якусевич взяв участь у півторамісячної страйку. 1 травня А. Якусевич був у складі робочої делегації, яка пред'явила свої вимоги господарям. За проявлену активність Якусевич Антон був висланий за межі Катеринославської губернії.
У роки Першої світової війни проходив службу в 11-й роті 158-го Миргородського піхотного полку.
Початок революції зустрів у рідному місті. З червня 1917 р. — один із засновників та керівників більшовицької організації у Костянтинівці. Також був обраний комісаром міліції. Наприкінці 1917 р. більшовики спробували встановити контроль над містом: утворили ревком на чолі із А.Якусевичем. Наприкінці січня 1918 р. у Костянтинівку прийшли загони більшовицької Червоної гвардії із Краматорська та Дружківки, які закріпили більшовицьку владу. А.Якусевич очолив місцевий військово-революційний штаб, завданням якого було утримувати радянську владу та протидіяти наступу українських та німецьких військ.
У грудні 1918 білогвардійці, захопивши селище, влаштували робітникам "децімацію": відібрали кожного десятого і розстріляли біля заводської стіни. Серед розстріляних був і Антон Якусевич, але йому вдалось вижити. 
У 1919 р воював у Червоній Армії, був начальником Костянтинівської міліції. Увійшов до номенклатури ЦК ВКП (б). Був призначений директором групи скляних заводів Костянтинівки. 14 березня 1920 помер від наслідків тифу. 1 травня 1920 був перепохований в Бельгійському парку, який отримав назву «Парк імені Якусевича».

## Пам'ять

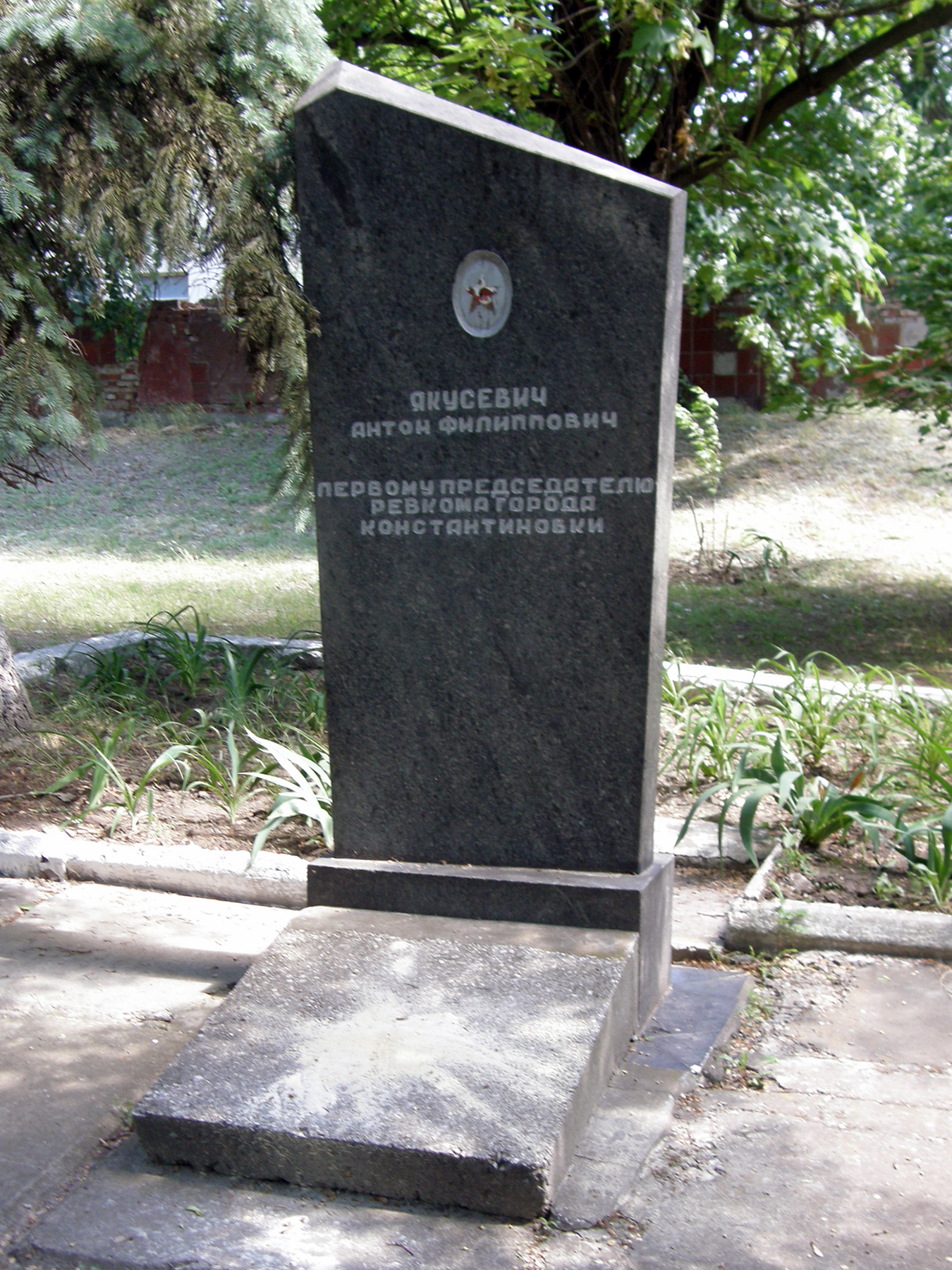
могила Якусевича в Костянтинівці

В радянський час існував певний культ Антона Якусевича. Бельгійський парк, у якому його було поховано, названо парком імені Якусевича. Згодом, у 1977 р., могилу було перенесено до скверу імені Тараса Шевченка по вул. Жовтневій.
Пам'ятник на могилі Якусевич Антона Пилиповича парусної форми з надгробної плитою і написом: "Якусевич Антон Пилипович. Першому голові ревкому міста Костянтинівки ".